# Lamprochernetinae
Sous-famille
Les Lamprochernetinae sont une sous-famille de pseudoscorpions de la famille des Chernetidae.

## Distribution
Les espèces de cette sous-famille se rencontrent en Asie, en Europe, en Afrique, en Amérique et en Océanie.

## Liste des genres
Selon Pseudoscorpions of the World (version 3.0) :
- Allochernes Beier, 1932
- Anthrenochernes Lohmander, 1939
- Bipeltochernes Dashdamirov, 2005
- Lamprochernes Tömösváry, 1882
- Lasiochernes Beier, 1932
- Megachernes Beier, 1932
- Nudochernes Beier, 1935
- Pselaphochernes Beier, 1932

## Publication originale
- Beier, 1932 : Zur Kenntnis der Lamprochernetinae (Pseudoscorp.). Zoologischer Anzeiger, vol. 97, p. 258-267.